# Estrées (Nord)
 Estrées ist eine französische Gemeinde mit 1121 Einwohnern (Stand 1. Januar 2022) im Département Nord in der Region Hauts-de-France. Sie gehört zum Arrondissement Douai und zum Kanton Aniche. Die Bewohner werden Estrésiens und Estrésiennes genannt.

## Geografie
Die Gemeinde Estrées liegt an der Grenze zum Département Pas-de-Calais, sieben Kilometer südlich von Douai und 20 Kilometer östlich von Arras. An der nordöstlichen Gemeindegrenze verläuft der Canal de la Sensée, der einen Bestandteil des Großschifffahrtsweges Dünkirchen-Schelde bildet. Nachbargemeinden von Estrées sind Gœulzin im Nordosten, Cantin im Osten, Arleux im Südosten, Hamel im Süden, Tortequesne im Südwesten, Bellonne im Westen und Gouy-sous-Bellonne im Nordwesten.

## Geschichte
Der Ort wurde 1139 erstmals als „Strata in Ostrevensi“ genannt. 

### Bevölkerungsentwicklung
| Jahr      | 1962 | 1968 | 1975 | 1982 | 1990 | 1999 | 2007 | 2020 |
| Einwohner | 738  | 786  | 854  | 946  | 1027 | 1037 | 1030 | 1111 |

## Sehenswürdigkeiten

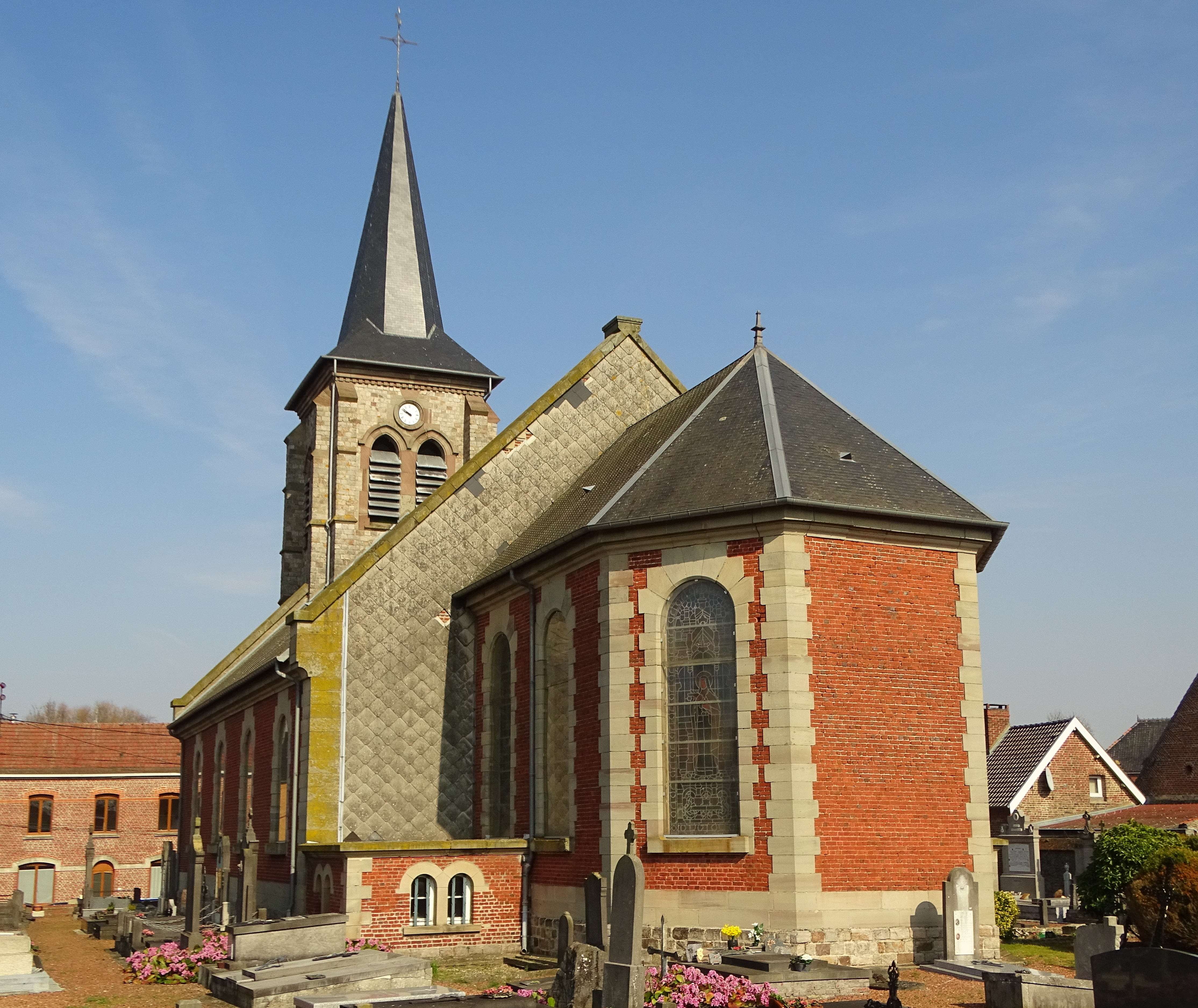
Kirche Saint-Sarre
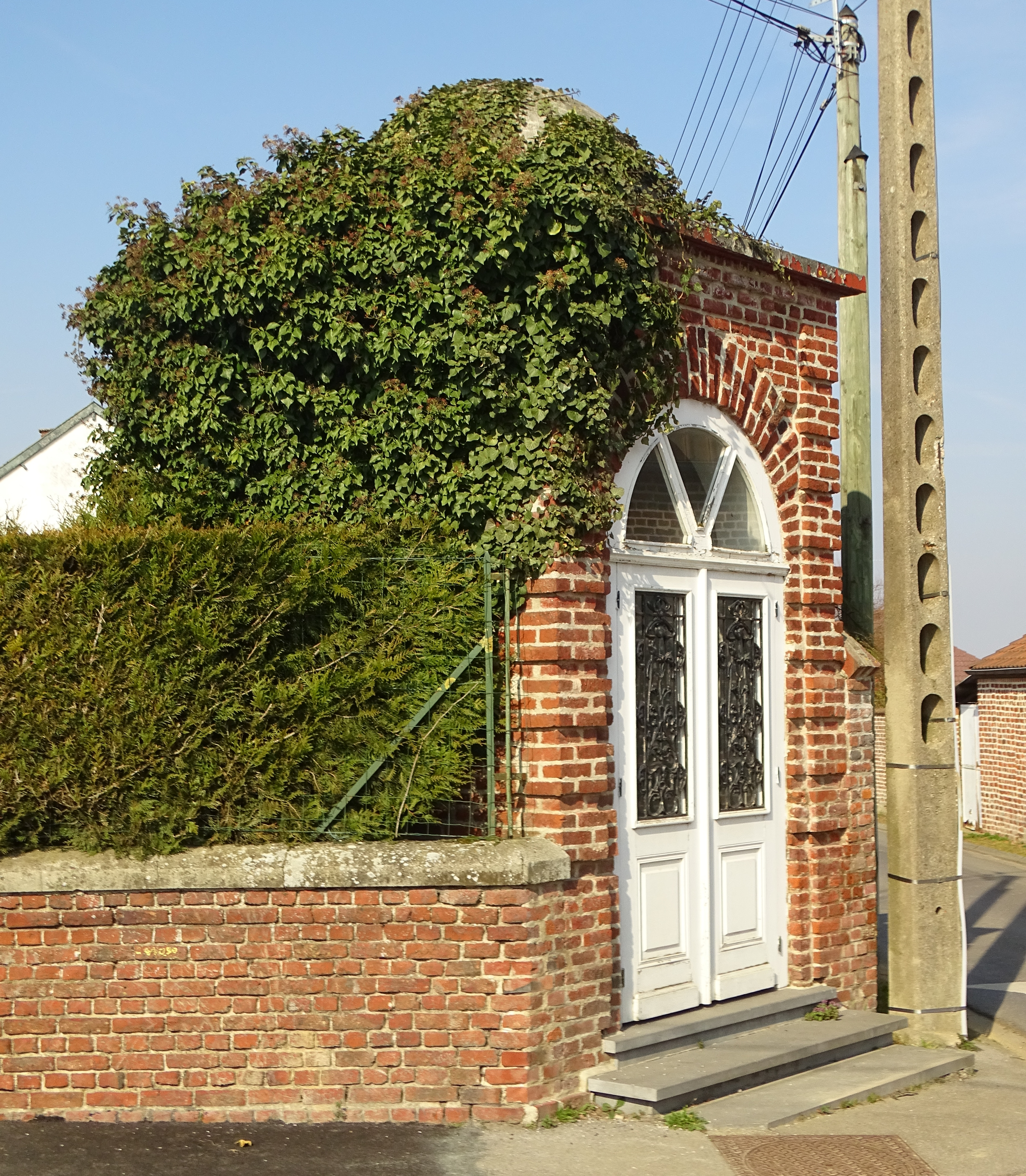
Kapelle Notre-Dame-du-Mont-Carmel
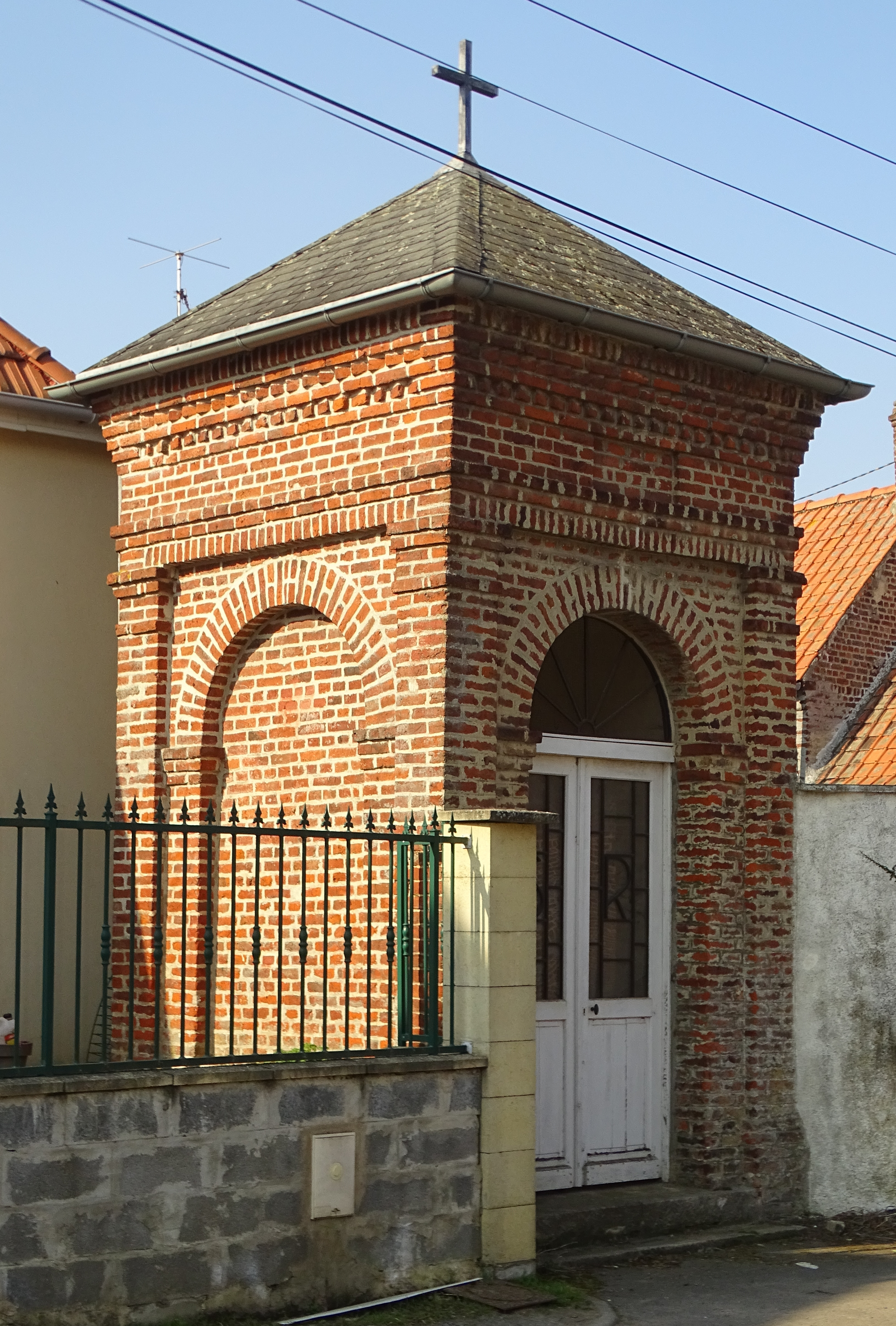
Kirche Saint-Roch